# Джордж, Маргарет
Ма́ргарет Джо́рдж (англ. Margaret George; род. 19 января 1943, Нашвилл, Теннесси) — американская писательница и историк.

## Биография
Маргарет Джордж родилась 19 января 1943 г. в городе Нашвилл, в семье американского дипломата. Когда девочке исполнилось четыре года, её семью отправили в командировку в Китайскую Республику, спустя два года они переехали в Тель-Авив, Израиль и в немецкие города Берлин и Бонн. В Израиле, шестилетняя Маргарет Джордж, вдохновленная литературными произведениями, начала свою писательскую деятельность. Получила высшее образование в университете Тафтса, изучая английскую литературу и биологию. Вскоре вышла замуж и переехала с супругом в Сент-Луис, далее в Уппсалу, Швеция, после чего они отправились в Мадисон, где проживают по сей день.

## Исторические романы
- (1986) «Безнадёжно одинокий король. Генрих VIII и шесть его жен»

The Autobiography of Henry VIII: With Notes by His Fool, Will Somers
- (1992) «Мария Шотландская»

Mary Queen of Scotland and the Isles
- (1997) «Дневники Клеопатры»

The Memoirs of Cleopatra
- (2002) «Тайная история Марии Магдалины»

Mary, Called Magdalene
- (2006) «Елена Троянская»

Helen of Troy
- (2011) «Елизавета I»

Elizabeth I: The Novel
- (2017) «Нерон. Родовое проклятие»

The Confessions of Young Nero
- (2018) «Нерон. Блеск накануне тьмы»

The Splendor Before the Dark
Другое
- (2006) «Люсиль Лост»

Lucille Lost